# Highlander (serie de televisión)
Highlander es una serie derivada para televisión inspirada en la película homónima; el programa se transmitió entre 1992 y 1998, siendo la primera de varias series y películas que intentaron expandir el universo ficticio mostrado en la película de 1986. Es protagonizada por Adrian Paul, quien personifica a Duncan MacLeod, un inmortal que vive en tiempos modernos mezclándose entre la sociedad y enfrentándose a otros inmortales.

## Historia

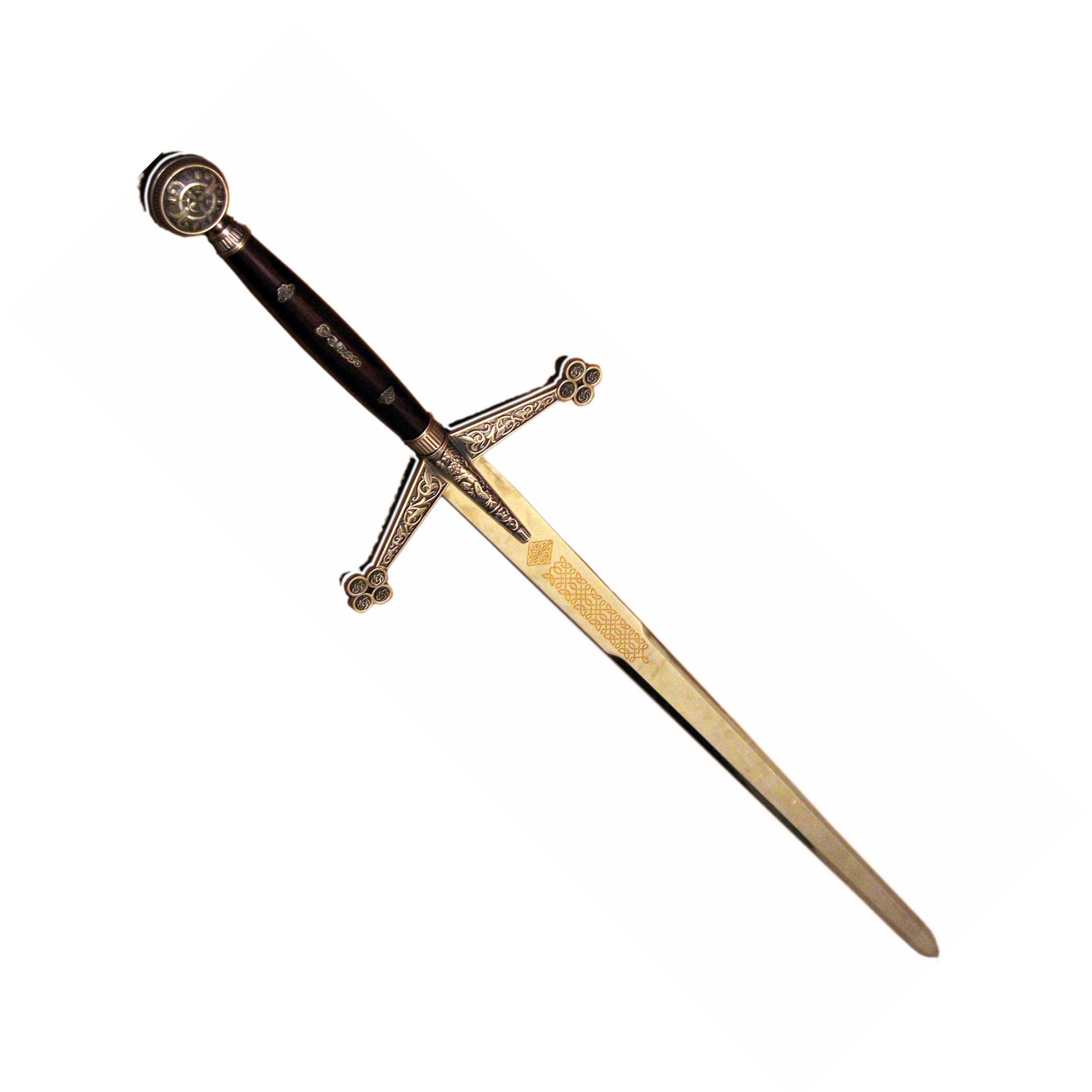
Aunque Duncan usualmente lleva una katana, la espada heredada por la familia MacLeod es un Claymore que aún conserva.

La serie presenta a Duncan MacLeod (Adrian Paul) viviendo pacíficamente junto a su novia Tessa Noël (Alexandra Vandernoot). Ambos son propietarios de una tienda de antigüedades llamada "Antigüedades MacLeod y Noel". En este episodio también se introduce a Richie Ryan (Stan Kirsch) un joven ladrón que entra en la tienda de antigüedades y es testigo de la pelea entre Duncan, el malvado Inmortal Slan Quince (Richard Moll) y Connor MacLeod (Christopher Lambert), un inmortal del mismo clan al que pertenece Duncan.
En este capítulo se establece que Duncan tiene cerca de 400 años y que hay muchos más inmortales en el mundo. Connor va con Duncan a decirle que regrese al juego y ayude a derrotar a los inmortales malvados que existen. "El juego" es como los inmortales llaman a la lucha entre ellos, buscando el "Avivamiento" ("Quickening") que es la energía que emerge al cortar la cabeza de sus enemigos. Duncan había estado oculto por un tiempo de otros inmortales, apartándose del juego. Pero al ser encontrado por Quince, Duncan no tiene otra opción que enfrentrase a él y en el final del primer episodio Slan es derrotado y Duncan tiene que regresar al juego una vez más.
Los argumentos de la serie giran en torno a Duncan MacLeod y su relación con mortales y otros inmortales. Estas relaciones eran un tema común en la serie, especialmente en la relación entre Duncan MacLeod con sus amigos, familiares, amantes y enemigos. Mientras la serie progresaba, hubo cambios en el concepto y el crecimiento normal de los personajes y sus relaciones. Muchos personajes inmortales invitados como Amanda y Methos fueron después personajes recurrentes en la serie y "Los vigílantes" como Joe Dawson fueron introducidos en la segunda temporada.
Al final de la temporada 5 ("Archangel"), el personaje de Richie Ryan fue asesinado y el demonio Ahriman fue introducido en la serie. En la sexta y última temporada la cual consistía en 13 episodios, en dos de ellos no apareció MacLeod. Mientras los productores experimentaban con cameos, en uno de ellos introduciendo a una nueva inmortal para la realización de un spin-off de la serie. Ninguno de ellos fue escogido, así que lo que hicieron fue formar la serie, Highlander: The Raven en el cual Amanda era el personaje principal, pero fue cancelada después de una temporada.

## Los inmortales
Los inmortales son hombres y mujeres que sólo pueden morir al ser decapitados, produciéndose enfrentamientos y alianzas para seguir viviendo durante siglos, bajo la premisa que “Sólo puede quedar Uno” ("There Can Be Only One").
Jamás se ha logrado establecer exactamente quién es el primer inmortal de la historia, aunque siempre ha habido leyendas relativas a los inmortales más viejos de cada época. Uno de los inmortales más antiguos conocidos y que aun vive es Methos.
Los inmortales han vivido junto a los humanos en silencio y ocultos durante siglos con una presencia importante en todos los grandes acontecimientos de la humanidad. Al igual que los humanos mortales, algunos son buenos, ayudan a la raza humana y respetan la vida y otros tienen los más bajos instintos y harán lo que sea por perpetuar su vida y adquirir poder matando a otros inmortales. 
Los inmortales no pueden tener hijos, generalmente un inmortal desconoce que lo es, hasta el momento de su primera muerte, que debe y puede ocurrir en cualquier momento de su vida normal, pero una vez acontecida esta primera muerte el sujeto resucita como inmortal conservando ya para siempre la edad que tenía hasta ese momento, así como cualquier señal externa (herida, discapacidad o defecto físico) que tuviera previamente. Los inmortales una vez "resucitados" están condenados a no tener hijos y además están condenados a ver morir a sus seres amados mortales. 
La única forma de dar muerte a un inmortal es cortándola la cabeza. Las heridas recibidas, por mayor consideración que sean, son curadas por sus propios cuerpos, la única excepción conocida a esta regla es que la herida sea infringida en la zona del cuello por la espada de otro inmortal, es el caso de Kalas, quien al ser herido por Macleod conservó la marca y perdió la facultad de cantar, y el caso de Xavier Saint Claude, quien durante una batalla con Duncan perdió una mano y al caer esta en el río Sena hundiéndose no pudo curarse por sí misma, quedando Xavier manco.
Las reglas de vida de los inmortales son míticas y están envueltas en grandes misterios, luchan y cumplen con ciertos preceptos con la esperanza de que algún día el conflicto termine y quede uno solo. El premio para el ganador no está muy claro en la historia de la serie, aunque según se menciona en el desenlace del film original el premio es la opción de elegir entre mortalidad y la capacidad de engendrar hijos conservando el poder adquirido de sus oponentes u optar por continuar siendo inmortal sin un rival ante quién defenderse.
Una regla fundamental que todos los inmortales deben respetar es no entablar peleas a muerte en lugares santos, tales como iglesias o cementerios, inclusive respetan lugares no consagrados por religiones organizadas pero que sean considerados santos o consagrados por la gente, como cementerios indios, monasterios, o templos paganos.
Sin embargo, existe una paradoja en la historia, pues siempre nacen nuevos inmortales que se incorporan a la lucha contra los que ya tienen siglos existiendo. Un mortal solo puede volverse inmortal si está predestinado a ello y si su primera muerte es por una causa violenta, si no es así, no resucitará, envejecerá y morirá como un humano ordinario.

## Reglas de los Inmortales
Los Inmortales están sujetos a varias reglas sagradas durante sus duelos y a lo largo de sus vidas:
1. No pueden luchar en terreno sagrado no importa la naturaleza de su consagración o religión (ya sean iglesias, cementerios, etc.).
2. Los duelos deben ser uno a uno, sin interferencias externas de otros y usando armas blancas como: espadas, hachas u otros similares. El inmortal vencedor recibe los poderes del derrotado (quickening).
3. Deben mantenerse en el anonimato sin revelar su naturaleza al mundo. Durante la serie, se pueden ver las consecuencias nefastas de la revelación: ser abandonados por su familia, perseguidos por sus tribus, ser torturados, quemados vivos y decapitados por mortales, perdiéndose su esencia. 
Cuenta la leyenda, que una maldición realizada por una bruja Celta, desengañada por el amor de uno de ellos, los obliga a pelearse unos a otros para auto eliminarse. Según las películas, quienes los enviaron a reencarnar como inmortales predispusieron sus destinos para morir violentamente y los condicionaron para buscarse pelear entre sí y llegada cierta época instintivamente reunirse y pelear en el llamado Gathering hasta que solo quedara uno de ellos para recibir el poder de todos y el premio de quienes los exiliaron a este mundo.
En las peleas con espadas que son a muerte, cuando uno de ellos es decapitado, toda la energía y habilidad acumulada a través de los siglos (Quickening), pasa al inmortal vencedor, aún si el perdedor no fue decapitado en combate directo el causante de la muerte recibe el poder (un ejemplo fue Duncan al arrojar a un oponente en las aspas de un yate en movimiento) caso de ser decapitados por mortales o por accidentes el poder se dispersa sin ser heredado por nadie (Un ejemplo de ello es la muerte de Darius, al ser asesinado por un vigilante su poder no tuvo a quien traspasarse). 
Cuando llegue El Encuentro (The Gathering), los Inmortales que aún caminen por el mundo sentirán el deseo de reunirse en un punto concreto del planeta y se batirán en la última Batalla, y al final solo quedará uno... ese será "El último Inmortal".
Los inmortales tienen como dogma la prohibición de luchar en Suelo Sagrado (Cementerios, iglesias, sinagogas, mezquitas, etc.), ya que estos terrenos poseen energía similar a la de ellos. Si un inmortal combate con otro dentro de Suelo Sagrado, es el vencedor quién muere. En la serie, Duncan MacLeod lucha contra otro inmortal y, sin darse cuenta entran a Suelo Sagrado, Duncan pierde y, justo en el momento que la hoja de la espada de su oponente toca su cuello, este se desvanece. Se dice que la última vez que un inmortal decapitó a otro en Suelo Sagrado, ocurrió la erupción del Vesubio.
Un mito entre los Inmortales es que si un inmortal vence a otro muy antiguo, este toma no solo su poder, sino también su naturaleza y personalidad, así su alma adopta las cualidades de su víctima, esto se dice que le pasó a Darius, quien era un general sangriento pero venció a un santo inmortal, cambiando al grado de convertirse en sacerdote hasta su muerte. Igualmente existe el Avivamiento Oscuro o Transferencia Oscura ("Dark quickening") que transforma en un inmortal maligno. Este mito se comprobó con el incidente del inmortal Jim Coltec ("Something Wicked"), quien buscaba ayudar al mundo asesinando inmortales malignos, al asesinar a Harry Kant y a cientos de criminales, tomó la energía oscura, posteriormente Coltec sería decapitado por Duncan, pasando la energía a él y por esto MacLeod asesina a su viejo amigo Sean Burns ("Deliverance") antes de ser purificado con la ayuda de Mithos. Si un inmortal es lo suficientemente poderoso, al decapitar a otro inmortal y recibir el avivamiento, este puede tener los recuerdos y conocimientos del inmortal vencido.
Junto con la leyenda de los inmortales, surgió una sociedad secreta llamada Centinelas o Vigilantes (Watchers). Los Vigilantes observan el desarrollo de los inmortales, documentan su vida y buscan quien será el último. Sus reglas más importantes son: no ser descubiertos en su labor y no intervenir en las interminables luchas de los inmortales. Dentro de los Vigilantes, nació una secta llamada "Los cazadores" (Hunters), dirigida por James Horton un viejo Observador que al tocarle vigilar a un inmortal maligno, desea exterminar a los inmortales por ser "una abominación de Dios". Quieren evitar la llegada del último por creer que será una catástrofe. En las últimas temporadas de la serie, los Vigilantes interactúan con los inmortales de buenas intenciones.
A diferencia de la inmortalidad mostrada en las películas (una total incapacidad para morir) la inmortalidad vista en la serie radica más bien en poder de regenerar y resucitar tras recibir daños; en los filmes se observa a los inmortales respirar bajo el agua, ser acribillados y descuartizados sin notar daños más que en su vestimenta; mientras que la serie los muestra morir por traumas severos, ahogarse, asfixiarse, envenenarse y muchas otras, sufriendo los efectos hasta que su cuerpo lograba restaurarse y solo tras esto recuperaban la vida, en casos extremos algunos incluso quedaban lisiados al sufrir amputaciones. Respecto a lo anterior, otra diferencia radica en el tipo de punto débil que es el cuello; tanto en la saga fílmica como en la serie era el único punto de sus cuerpos que sanaba como un humano normal; Kurgan en el primer film fue herido por Ramírez y la herida permaneció abierta de forma normal, dejando de por vida una gran cicatriz en su cuello; de la misma forma, Kalas en la serie fue herido por Duncan y, aunque logró sanar, sufrió secuelas graves en sus cuerdas vocales. Otro punto importante es que mientras en la película se dice que Connor sería el último inmortal nacido en este mundo, en la serie se muestra no solo que Duncan es menor que él, sido además que otros muchos inmortales nacieron posteriormente, incluso a finales del siglo XX.

## Personajes
Duncan Macleod, También conocido como Highlander, nació en las Tierras Altas de Escocia (Highland) en 1592, fue herido mortalmente en la batalla entre el Clan MacLeod y el Clan Campbell, pero al recuperarse lo acusan de herejía y es desterrado del Clan. Fue encontrado en 1625 por su mentor y pariente Connor MacLeod, quien le enseñó todo sobre los Inmortales. En la serie tiene una relación con Tessa Noel y en el primer episodio ("The Gathering") conoce a un chico del cual se haría mentor llamado Richard 'Richie' Ryan, más tarde ante la muerte de Tessa ("The Darkness") tendría un romance con la Dra. Anne Lindsey. Ante la muerte de Darius ("The Hunters") a manos de 'Los cazadores' y hacer su propia investigación, al comienzo de la segunda temporada conoce a su vigilante y amigo Joe Dawson ("The Watchers"), más adelante conocería a otro buen amigo Methos ("Methos") el inmortal más viejo. Al principio de la serie es propietario de una tienda de antigüedades, al morir Tessa la vende y se hace propietario de un dojo donde conoce a su amigo mortal Charlie De Salvo ("Turnabout"), después aprovechando su conocimiento de cuatrocientos años sería profesor de Historia en una universidad. En la película de Highlander: Endgame, se menciona que tiene 176 decapitamientos en su haber.
Tessa Noel, nació un 28 de agosto de 1958 en Lille, Francia. Es la pareja sentimental de Duncan MacLeod al comienzo de la serie, hasta su muerte ("The Gathering"), a manos del ladrón Marc Roszca. Es propietaria junto con Duncan de la tienda de antigüedades llamada "MacLeod and Noel's Antiques".
Richard H. 'Richie' Ryan, es un Inmortal nacido en 1974, es un huérfano y ladrón, que al comienzo de la serie en 1992, entra a robar a la tienda de antigüedades de Duncan y toma una espada, Duncan al sentir a un inmortal llamado Slan Quince, cree que Richie es el que va por su cabeza, al aparecer Slan y posteriormente Connor MacLeod, Richie presencia toda la batalla ("The Gathering"). Después de los eventos, Duncan al saber que Richie es inmortal, lo toma como alumno, sin decirle nada sobre su inmortalidad, se convierte en buen amigo de Duncan y Tessa, ayudándolo a resolver algunos casos y haciendo a veces el trabajo sucio para MacLeod. Al morir ("The Darkness") junto con Tessa a manos del ladrón Marc Roszca, Richie revive descubriendo que es inmortal. En ese momento Duncan lo entrena en combate con espada, regalándole un Estoque Español. El primer inmortal que cae a manos de Richie es el inmortal Mako ("Under Color of Authority"), a Duncan no se le hace justa la muerte de Mako y deja a Richie por su cuenta. Richie se va a viajar por el mundo y unos meses después va en busca de Duncan hacia París al ser perseguido por un inmortal llamado Martin Hyde ("Prodigal Son"), este inmortal se dedica a hostigar a jóvenes inmortales, sabiendo que éstos irán en busca sus maestros, aprovechándose de esto para combatir y cortar sus cabezas. Tiempo después Richie se convierte en un corredor de motocicletas profesional, pero en un accidente con su coequipero muere y tiene que dejar las carreras y volver a Estados Unidos. Richie muere a manos de Duncan, cuando este cree que es el demonio Ahriman ("Archangel").

## Reparto
- Adrian Paul .... Duncan MacLeod
- Alexandra Vandernoot .... Tessa Noël
- Stan Kirsch .... Richard H. 'Richie' Ryan
- Amanda Wyss .... Randi MacFarland
- Jim Byrnes .... Joe Dawson
- Philip Akin .... Charlie DeSalvo
- Lisa Howard .... Dr. Anne Lindsey
- Elizabeth Gracen .... Amanda Darieux
- Peter Wingfield .... Methos
- Peter Hudson .... James Horton / Ahriman
- Roger Daltrey .... Hugh Fitzcairn
- Valentine Pelka .... Kronos/Ahriman
- Roland Gift .... Xavier St. Cloud
- David Robb .... Kalas
- Christopher Lambert .... Connor MacLeod
- Karlos Granada .... Will Katon
- Real Andrews .... Haresh Clay
- Michel Modo .... Maurice

## Episodios
Temporada 1
1. La reunión (The Gathering)
2. Árbol genealógico (Family tree)
3. El Camino no recorrido (The road no taken)
4. Hombre inocente (Innocent man)
5. Caída libre (Free fall)
6. Un mal día en la corte (Bad day at building A)
7. El montañés (Mountain man)
8. Medicina mortal (Deadly medicine)
9. La bruja del mar (The sea witch)
10. La venganza es dulce (Revenge is sweet)
11. Sin ver el mal (See no evil)
12. Testigo (Eye witness)
13. La hermandad (Band of brothers)
14. Por el mal mismo (For evil sake)
15. Mañana morimos (For tomorrow we die)
16. La bestia interior (The beast below)
17. Salvando a Grace (Saving Grace)
18. La dama y el tigre (The lady and the tiger)
19. El ojo del espectador (Eye in the beholder)
20. Ángel vengador (Avenging angel)
21. Sin lugar para escapar (Nowhere to run)
22. Los cazadores (The hunters)

Temporada 2
1. Los Vigilantes (The watchers)
2. Estudios de Luz (Studies in light)
3. Cambio Completo (Turnabot)
4. La Oscuridad (The darkness)
5. Ojo Por Ojo (An eye for an eye)
6. La Zona (The zone)
7. El Regreso de Amanda (The return of Amanda)
8. La Venganza de la Espada (Revenge of the sword)
9. Tratar de Salvar La Vida (Run fort your life)
10. Epitafio para Tomy (Epitaphy for Tomy)
11. El Boxeador (The fighter)
12. Bajo El Color de la Autoridad ( Under color of authority)
13. Bendito sea el Niño (Bless the child)
14. Alianza Infernal Parte 1 (Unholy alliance (part 1))
15. Alianza Infernal Parte 2 (Unholy alliance (part 2))
16. El Vampiro (The vampire)
17. Belicista (Warmonger)
18. La Hija del Faraón (Paraho´s daughter)
19. Lehado (Legacy)
20. El Hijo Pródigo (Prodigal son)
21. Suplantación Parte 1 (Counterfeit (part 1))
22. Suplantación Parte 2 (Counterfeit (part 2))

Temporada 3
1. Samurai
2. Line of fire
3. The revolutionary
4. The coix of saint Antoine
5. Rite of passage
6. Courage
7. The lamb
8. Obsession
9. Shadows
10. Blackmail
11. Vendetta
12. They also serve
13. Blind faith
14. Song of executioner
15. Star crossed
16. Methos
17. Take back the night
18. Testimony
19. Mortal sins
20. Reasonable doubt
21. Finale (part 1)
22. Finale (part 2)

Temporada 4
1. Homeland
2. Brothers in arms
3. The innocent
4. Leader of the pack
5. Double eagle
6. Reunion
7. The colonel
8. Reluctant heroes
9. The warth ok Kali
10. Chivarly
11. Timeless
12. the blitz
13. Something wicked
14. Deliverance
15. Promises
16. Methusela´s gift
17. The immortal Cimoly
18. Tought a glass darkly
19. Double jeopardy
20. Till death
21. Judgment day
22. One minute to midnight

Temporada 5
1. Prophecy
2. The end of inocence
3. Manhunt
4. Glory days
5. Dramatic licence
6. Money no object
7. Haunted
8. Little tiny Good
9. The messenger
10. The Valkyre
11. Comes a horseman
12. Revelation 6,8
13. Ransom of Richard Redstone
14. Duende
15. Forgive us our tresspases
16. The stone of Scone
17. The modern prometheus
18. Archangel

Temporada 6
1. Avatar
2. Armaggedon
3. Sins of the father
4. Diplomatic immunity
5. Patient number 7
6. Black tower
7. Unusual suspects
8. Justice
9. Deadly exposure
10. Two of hearts
11. Indiscretions
12. To be
13. Not to be

- Datos: Q1520493